# David Fernández
David Fernández Cortázar (ur. 6 kwietnia 1985 w Madrycie) – hiszpański piłkarz występujący na pozycji obrońcy w AD Alcorcón.